# Film narratif
 (janvier 2024).
La mise en forme du texte ne suit pas les recommandations de Wikipédia : il faut le « wikifier ».
Les points d'amélioration suivants sont les cas les plus fréquents. Le détail des points à revoir est peut-être précisé sur la page de discussion.
- Les titres sont pré-formatés par le logiciel. Ils ne sont ni en capitales, ni en gras.
- Le texte ne doit pas être écrit en capitales (les noms de famille non plus), ni en gras, ni en italique, ni en « petit »…
- Le gras n'est utilisé que pour surligner le titre de l'article dans l'introduction, une seule fois.
- L'italique est rarement utilisé : mots en langue étrangère, titres d'œuvres, noms de bateaux, etc.
- Les citations ne sont pas en italique mais en corps de texte normal. Elles sont entourées par des guillemets français : « et ».
- Les listes à puces sont à éviter, des paragraphes rédigés étant largement préférés. Les tableaux sont à réserver à la présentation de données structurées (résultats, etc.).
- Les appels de note de bas de page (petits chiffres en exposant, introduits par l'outil «  Source ») sont à placer entre la fin de phrase et le point final[comme ça].
- Les liens internes (vers d'autres articles de Wikipédia) sont à choisir avec parcimonie. Créez des liens vers des articles approfondissant le sujet. Les termes génériques sans rapport avec le sujet sont à éviter, ainsi que les répétitions de liens vers un même terme.
- Les liens externes sont à placer uniquement dans une section « Liens externes », à la fin de l'article. Ces liens sont à choisir avec parcimonie suivant les règles définies. Si un lien sert de source à l'article, son insertion dans le texte est à faire par les notes de bas de page.
- La présentation des références doit suivre les conventions bibliographiques. Il est recommandé d'utiliser les modèles {{Ouvrage}}, {{Chapitre}}, {{Article}}, {{Lien web}} et/ou {{Bibliographie}}. Le mode d'édition visuel peut mettre en forme automatiquement les références.
- Insérer une infobox (cadre d'informations à droite) n'est pas obligatoire pour parachever la mise en page.

Pour une aide détaillée, merci de consulter Aide:Wikification.
Si vous pensez que ces points ont été résolus, vous pouvez retirer ce bandeau et améliorer la mise en forme d'un autre article.

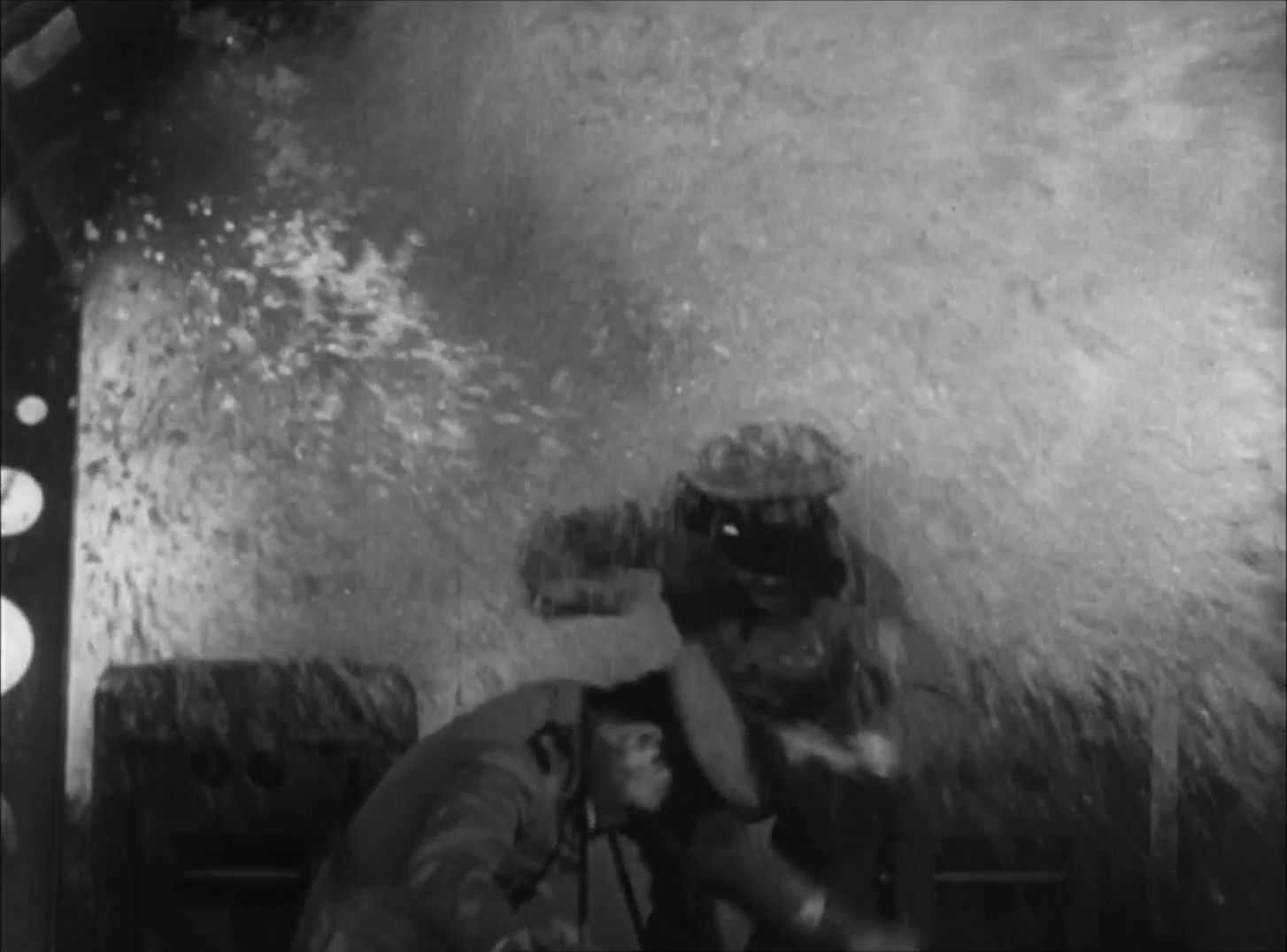
Extrait du film Correspondant 17 d'Alfred Hitchcock (1940).

Un film narratif, ou film de fiction, est une œuvre cinématographique qui narre une histoire, un événement, ou un récit fictif ou romancé. Les films narratifs à vocation commerciale, d'une durée excédant généralement une heure, sont fréquemment désignés sous le terme de longs métrages. À l'aube du XXe siècle, les premiers films narratifs étaient principalement des adaptations cinématographiques de pièces de théâtre, et durant les trois ou quatre premières décennies, ces productions commerciales étaient fortement influencées par la tradition théâtrale séculaire.
Dans ce genre cinématographique, des récits et des personnages crédibles contribuent à persuader le public que la fiction qui se déroule est authentique. Des éléments tels que l'éclairage et le mouvement de la caméra ont acquis une importance croissante dans ces films[précision nécessaire]. Les scénarios des récits sont extrêmement détaillés, car ces œuvres s'écartent rarement des comportements et des lignes prédéterminés du style classique d'écriture de scénario[Quoi ?], afin de maintenir un sentiment de réalisme. Les acteurs doivent présenter des dialogues et des actions de manière crédible, afin de convaincre le public que le film reflète la vie réelle.

## Général
Le tout premier film de fiction réalisé fut probablement L'Arroseur arrosé de Louis Lumière, projeté pour la première fois au Grand Café Capucines le 28 décembre 1895. Un an plus tard, en 1896, Alice Guy-Blaché réalisa le film de fiction intitulé La Fée aux Choux. L'un des premiers films de fiction les plus célèbres est peut-être Le Voyage sur la Lune de Georges Méliès, sorti en 1902. La plupart des films antérieurs se limitaient à des images animées d'événements quotidiens, à l'instar de L'Arrivée d'un train en gare de La Ciotat d'Auguste et Louis Lumière. Méliès fut l'un des premiers réalisateurs à faire progresser la technologie cinématographique, ouvrant ainsi la voie aux récits en tant que style de film. Depuis leurs débuts, les films narratifs ont parcouru un chemin tel que des genres cinématographiques tels que la comédie ou les films western ont été et continuent d'être introduits pour catégoriser davantage ces œuvres.
Le cinéma narratif s'oppose généralement aux films qui présentent des informations, tels que les documentaires sur la nature, ainsi qu'à certains films expérimentaux. Dans certains cas, les films documentaires purs[précision nécessaire], bien qu'étant non fictionnels, peuvent néanmoins raconter une histoire.
À mesure que les genres évoluent[Quand ?], une catégorie hybride émerge, le docufiction, résultant de la fusion entre le film de fiction et le documentaire.
De nombreux films s'inspirent d'événements réels, mais ils entrent également dans la catégorie des « films narratifs » plutôt que des documentaires. En effet, les films basés sur des événements réels ne se contentent pas de présenter des images de l'événement, mais font plutôt appel à des acteurs engagés pour dépeindre un récit adapté, souvent plus dramatique[réf. nécessaire], de l'événement (comme dans 21 de Robert Luketic).
Contrairement à la fiction littéraire, qui repose généralement sur des personnages, des situations et des événements entièrement imaginaires ou fictifs, le cinéma a toujours un véritable référent, appelé le « pro-filmique », qui englobe tout ce qui existe et se déroule devant la caméra.
Depuis l'émergence du style hollywoodien classique au début du XXe siècle, au cours duquel les films étaient sélectionnés en fonction de la popularité du genre, des stars, des producteurs et des réalisateurs impliqués, le récit, généralement sous la forme d'un long métrage, a dominé le cinéma commercial et est devenu synonyme populaire de « films ». La réalisation cinématographique classique et invisible[Quoi ?], souvent appelée fiction réaliste, est au cœur de cette définition populaire. Un élément clé de ce cinéma invisible réside dans le montage en continuité[précision nécessaire].

## Voir également
- Cinématographie
- Genre cinématographique
- Film non narratif
- Drame, qui traite principalement du cinéma.